# Józef Badecki
Józef Badecki (ur. 5 listopada 1908 w Uhnowie, zm. 15 lipca 1982) – pułkownik ludowego Wojska Polskiego, sędzia sądów wojskowych.

## Życiorys
W 1933 roku ukończył studia na Wydziale Prawa Uniwersytetu im. Jana Kazimierza we Lwowie. Następnie, w latach 1934–1939, był aplikantem sądowym Sądów Okręgowych w Samborze i Przemyślu. W kampanii wrześniowej dowodził plutonem w batalionie marszowym 5 pułku Strzelców Podhalańskich. Podczas okupacji był nauczycielem i aplikantem adwokackim w Lublinie i Przemyślu.
Po zajęciu Polski przez Sowietów został zmobilizowany do Wojska Polskiego. Od 20 grudnia 1944 roku był sędzią Wojskowego Sądu Polowego 2 Dywizji Artylerii, a od 8 maja 1945 roku szefem Wojskowego Sądu Polowego 5 Dywizji Artylerii. 1 maja 1945 roku awansował na porucznika. Później pełnił służbę w Wojskowym Sądzie Okręgowym nr 1 w Warszawie, Wojskowym Sądzie Garnizonowym w Toruniu i Wojskowym Sądzie Rejonowym w Kielcach. Od 30 sierpnia 1948 do 26 maja 1949 był zastępcą szefa WSR w Warszawie. W latach 1949–1956, w Oficerskiej Szkole Prawniczej, Akademii Wojskowo-Politycznej oraz na Fakultecie Wojskowo-Prawnym, wykładał teorię państwa i prawa oraz procesu karnego. W 1956 r. został pułkownikiem, a w 1957 roku sędzią Najwyższego Sądu Wojskowego. Do czasu zwolnienia go z zawodowej służby wojskowej (styczeń 1968 r.) pełnił służbę w Izbie Wojskowej Sądu Najwyższego.

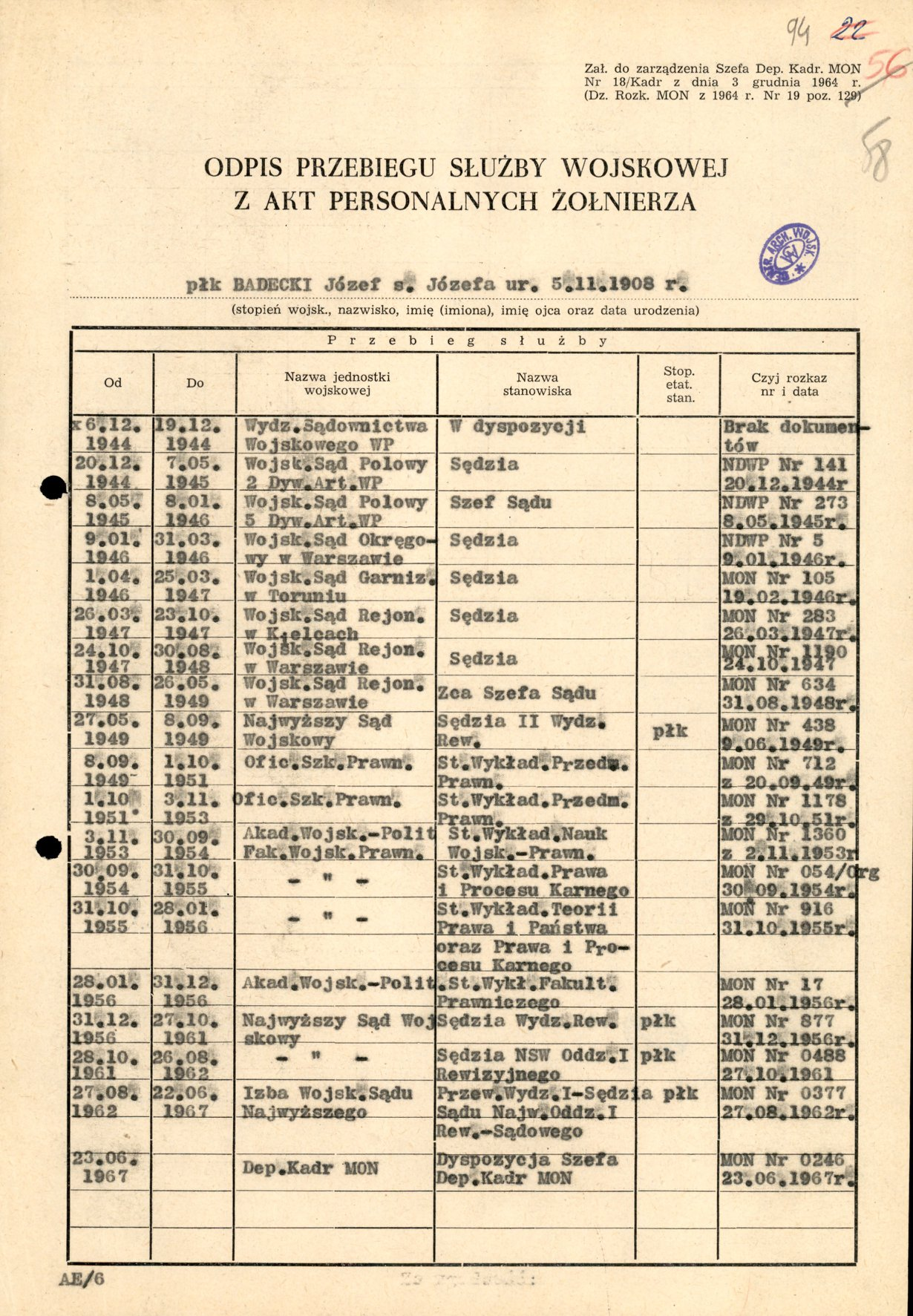
Przebieg służby Józefa Badeckiego

Jako sędzia stalinowskiego aparatu represji orzekł co najmniej 29 kar śmierci. Od 3 do 15 listopada 1948 r. przewodniczył rozprawie przeciwko Hieronimowi Dekutowskiemu „Zaporze” i siedmiu jego podkomendnym, z których sześciu oraz Dekutowski zostało skazanych na karę śmierci. 9 lutego 1949 r., na niejawnym posiedzeniu warszawskiego WSR, jako sędzia-sprawozdawca, przyczynił się do przedłużenia (ex post) tymczasowego aresztowania płk. Aleksandra Krzyżanowskiego „Wilka” (dowódcy Okręgu Wileńskiego AK) o co wnioskował dyrektor Departamentu Śledczego MBP Józef Różański. Brał udział jako sędzia w rozprawie przeciwko rotmistrzowi Witoldowi Pileckiemu. Nie został osądzony za mordy sądowe.
Został pochowany na Cmentarzu Wojskowym na Powązkach w Warszawie (kwatera F-13-11).

## Ordery i odznaczenia
- Krzyż Srebrny Orderu Virtuti Militari
- Krzyż Oficerski Orderu Odrodzenia Polski
- Złoty Krzyż Zasługi
- Srebrny Medal Zasłużonym na Polu Chwały
- Odznaka Grunwaldzka